# Richard Brent
Richard Brent (ur. w 1757 w hrabstwie Stafford, zm. 30 grudnia 1814 w Waszyngtonie) – amerykański polityk.

## Życiorys
Urodził się w 1757 roku na terenie hrabstwa Stafford. Studiował nauki prawne, został przyjęty do palestry i rozpoczął prywatną praktykę prawniczą. W latach 1788–1795 zasiadał w legislaturze stanowej Wirginii. W 1795 został wybrany do Izby Reprezentantów, gdzie zasiadał przez dwie dwuletnie kadencje. W 1799 roku nie uzyskał reelekcji (w międzyczasie powracając do legislatury stanowej), jednak dwa lata później ponownie zasiadł w izbie niższej Kongresu. W 1803 zakończył kadencję kongresmana, a pięć lat później ponownie został członkiem legislatury stanowej. W 1809 roku wygrał wybory do Senatu, gdzie zasiadał do śmierci 30 grudnia 1814 roku w Waszyngtonie.